# Thubten Samphel
Thubten Samphel (tibétain : ཐུབ་བསྟན་བསམ་འཕེལ, Wylie : thub bstan bsam 'phel), né à Lhassa le 2 novembre 1956 à Lhassa au Tibet et mort le 4 juin 2022 à Bylakuppe en Inde, est un écrivain, journaliste et haut fonctionnaire tibétain qui a vécu en Inde où il s'était exilé. 
Ancien secrétaire du ministère des Affaires étrangères et porte-parole de administration centrale tibétaine (ACT) à Dharamsala, il a été le premier directeur du Tibet Policy Institute, un centre de réflexion de l'ACT, de 2012 à 2018.

## Biographie

### Famille
Né à Lhassa en 1956, Thubten Samphel est le fils de parents travaillant comme serviteurs de la mère du dalaï-lama. 

### Exil en Inde
En 1962, trois ans après le soulèvement tibétain de 1959, Thubten Samphel quitte le Tibet avec son frère aîné qui travaillait jusque là à la construction de routes pour les Chinois. Arrivés à Tingri, dans le sud du Tibet, à proximité de la frontière tibéto-népalaise, les deux frères traversent à Solu Khumbu, où ils restent quelques mois avant de partir pour un pèlerinage en Inde, se rendant à Bodh Gaya, Varanasi et Sarnath. Ils rejoignirent la famille de leur belle-sœur à Darjeeling en 1962, à l’époque de la guerre sino-indienne,.

### Études
Tsering Dolma, sœur aînée du 14e dalaï-lama, envoie le jeune Thubten à l'école du Villages d'enfants tibétains à Dharamsala. Il y reste six mois en 1963 avant de rejoindre l’école missionnaire de Kalimpong, Dr. Graham's Homes (en). 
Après ses études secondaires, il est étudiant au collège Saint-Étienne de l'université de Delhi, où il obtient un BA et un MA en histoire. Tout en étudiant en vue de la maîtrise, il travaille comme apprenti de Tenzin Geyche Tethong, alors secrétaire du bureau privé du  dalaï-lama.

### Carrière administrative
En 1980, Thubten Samphel devient fonctionnaire du gouvernement tibétain en exil (aussi appelé administration centrale tibétaine). Il y travaille au Département de l'information et des relations internationales en tant que rédacteur en chef du Tibetan Bulletin jusqu'en 1999. Il fait partie du premier groupe de Tibétains boursiers Fulbright à étudier aux États-Unis et à obtenir un diplôme de journalisme de l'université Columbia à New York.
En 1985, il se rend en Amdo en tant que membre de la quatrième mission d'enquête au Tibet envoyée par le dalaï-lama.
De 1999 à 2012, il est secrétaire du ministère des Affaires étrangères et également porte-parole de l'administration centrale tibétaine.
En 2012, il est directeur du Tibet Policy Institute (en), un centre de réflexion de l'administration centrale tibétaine créé en février de la même année. 
Six ans plus tard, en novembre 2018, il prend sa retraite de l'administration centrale tibétaine.

### Écrivain
Thubten Samphel a écrit de nombreux articles sur le Tibet pour le compte de journaux indiens et étrangers.
Il est l'auteur d'un roman (Falling through the roof) et le  co-auteur du livre Les dalaï-lamas du Tibet.

## Publications
- Avec Tendar, Les dalaï-lamas du Tibet, traduit par Florent Jouty, Celiv, 2001,  (ISBN 223700496X et 9782237004969)
- (en) Falling through the roof, Rupa & Co., 2008,  (ISBN 8129114348 et 9788129114341)
- (en) Avec Sudhakar Raje et Vijay Kranti : Tibet : from tranquillity to turmoil, New Delhi : India First Foundation, 2008.  (ISBN 9788189072148 et 8189072145)
- (en) Tibet: Reports from Exile, Dharamsala : Blackneck Books an imprint of TIbetWrites, 2019,  (ISBN 9789385578137 et 9385578138)

Traductions du tibétain à l'anglais
- (en) Tsering Dorje Gashi, New Tibet
- (en) Sampho Tenzin Dhondup, My Life's Turbulent Waves